# Ǵoko Taneski
Ǵoko Taneski (cyryl. Ѓоко Танески; ur. 2 marca 1977 w Ochrydzie) – macedoński piosenkarz, reprezentant Macedonii w 55. Konkursie Piosenki Eurowizji (2010).

## Kariera
Zadebiutował na rynku muzycznym w 1996 udziałem w krajowym festiwalu muzycznym Makfest ’96. Niedługo potem zaczął występować na innych lokalnych festiwalach piosenki, podczas których otrzymywał nagrody. W 2007 wydał debiutancki album studyjny pt. Zbogum najmila, a w 2009 – płytę pt. Nikogas dosta.
W 2010 zgłosił się do udziału w krajowych eliminacjach eurowizyjnych z utworem „Jas ja imam silata”. W lutym wystąpił w pierwszych półfinale selekcji i zakwalifikował się do finału, który ostatecznie wygrał po zdobyciu największego poparcia telewidzów oraz jurorów, dzięki czemu reprezentował Macedonię podczas 55. Konkursu Piosenki Eurowizji organizowanego w Oslo. 25 maja wystąpił jako piętnasty w kolejności podczas pierwszego półfinału konkursu i zajął 15. miejsce z 37 punktami na koncie, przez co nie zakwalifikował się do finału.

## Dyskografia
Albumy studyjne
- Zbogum najmila (2007)
- Nikogas dosta (2009)